# Región Suðurnes
Suðurnes («Península Meridional») es una región localizada en el suroeste de Islandia, en la península de Reykjanes. Posee una población de 20.415 habitantes. Su capital es Keflavík. Alberga el aeropuerto internacional de Keflavík, el principal punto de entrada para Islandia, y el balneario geotermal de Bláa lónið. 

## Población y territorio
El territorio de esta región abarca una superficie de 829 kilómetros cuadrados. Su población es de 20.415 personas, según el censo de 2007. 
La densidad poblacional es de 24,62 habitantes por kilómetro cuadrado, una cifra alta si se la compara con las de las otras regiones de Islandia. Es la segunda a escala nacional, por detrás solo de Höfuðborgarsvæði, donde se encuentra Reikiavik.

## Geografía
Suðurnes tiene una geografía variada, con diversos accidentes en su territorio. La península marca el límite sur de la bahía Faxaflói, donde se encuentran la capital Reikiavik y otras localidades de la región de Höfuðborgarsvæði.
Allí se encuentra la citada Bláa lónið y el lago Kleifarvatn, así como los volcanes Kerið y Krýsuvík. En su extremo suroccidental está el islote de Eldey.

## División administrativa
El centro administrativo es Keflavík, que tenía 7000 residentes y se fusionó con la vecina ciudad de Njarðvík hace varios años, conformando una población de más de 10 000 habitantes, y convirtiéndose en el segundo asentamiento más grande fuera del área metropolitana de Reikiavik. En octubre de 2007, la ciudad tenía una población de 13 000 personas.

### Condados
En Suðurnes hay solo un condado:
- Gullbringusýsla

### Municipios
Suðurnes comprende los siguientes municipios:
- Garður
- Grindavík
- Reykjanesbær
- Sandgerði
- Sveitarfélagið Vogar

## Galería

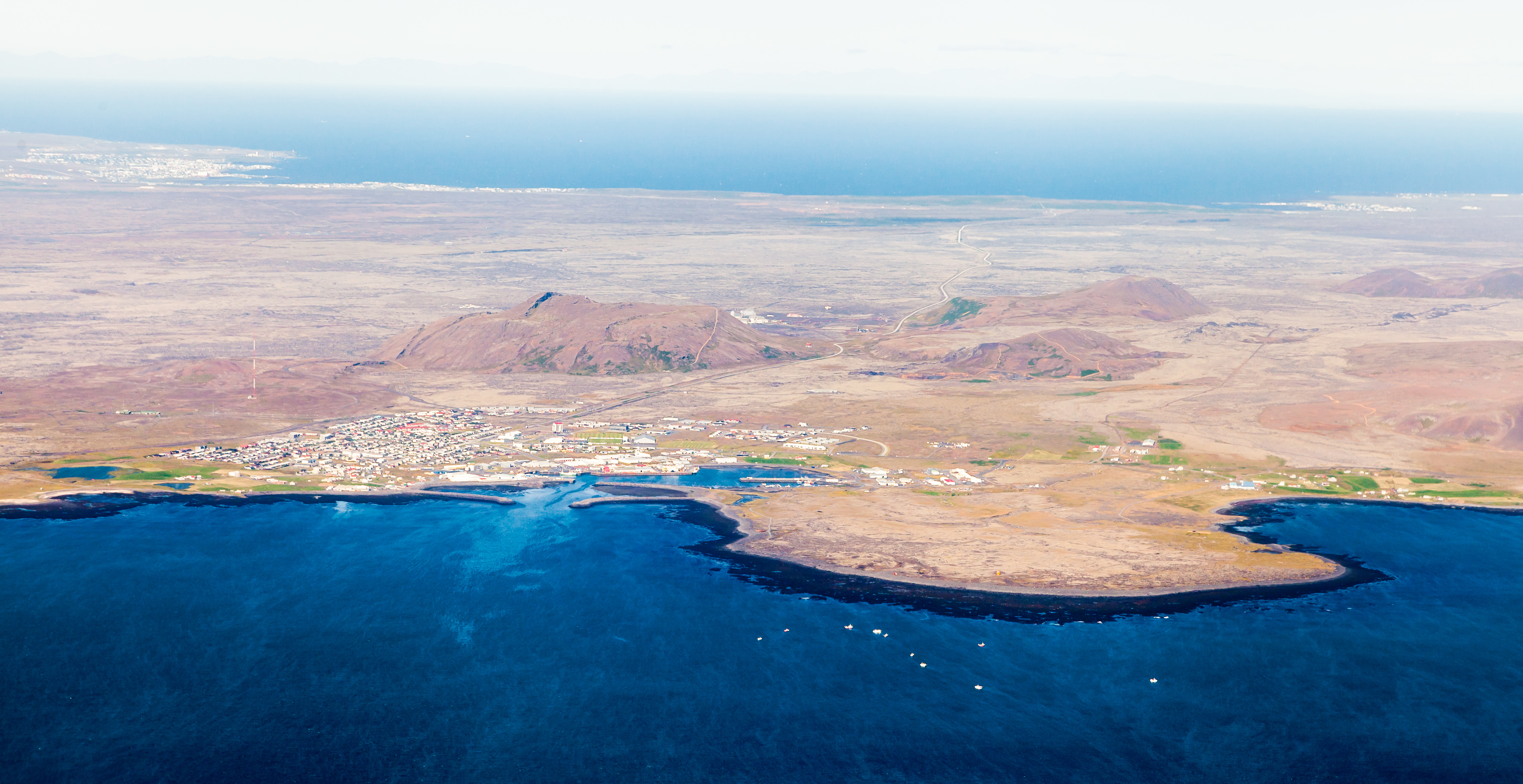
Vista aérea
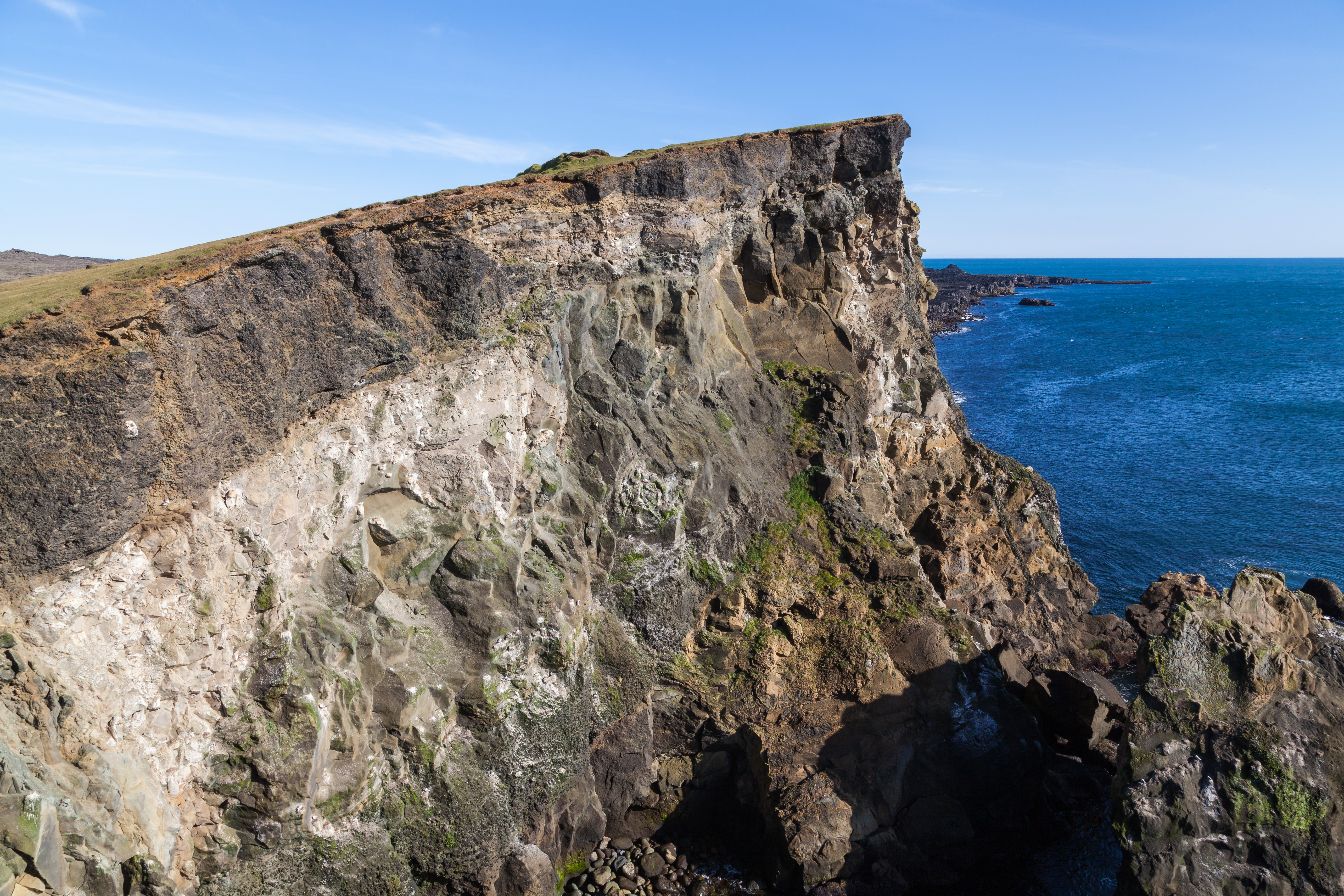
Valahnúkur
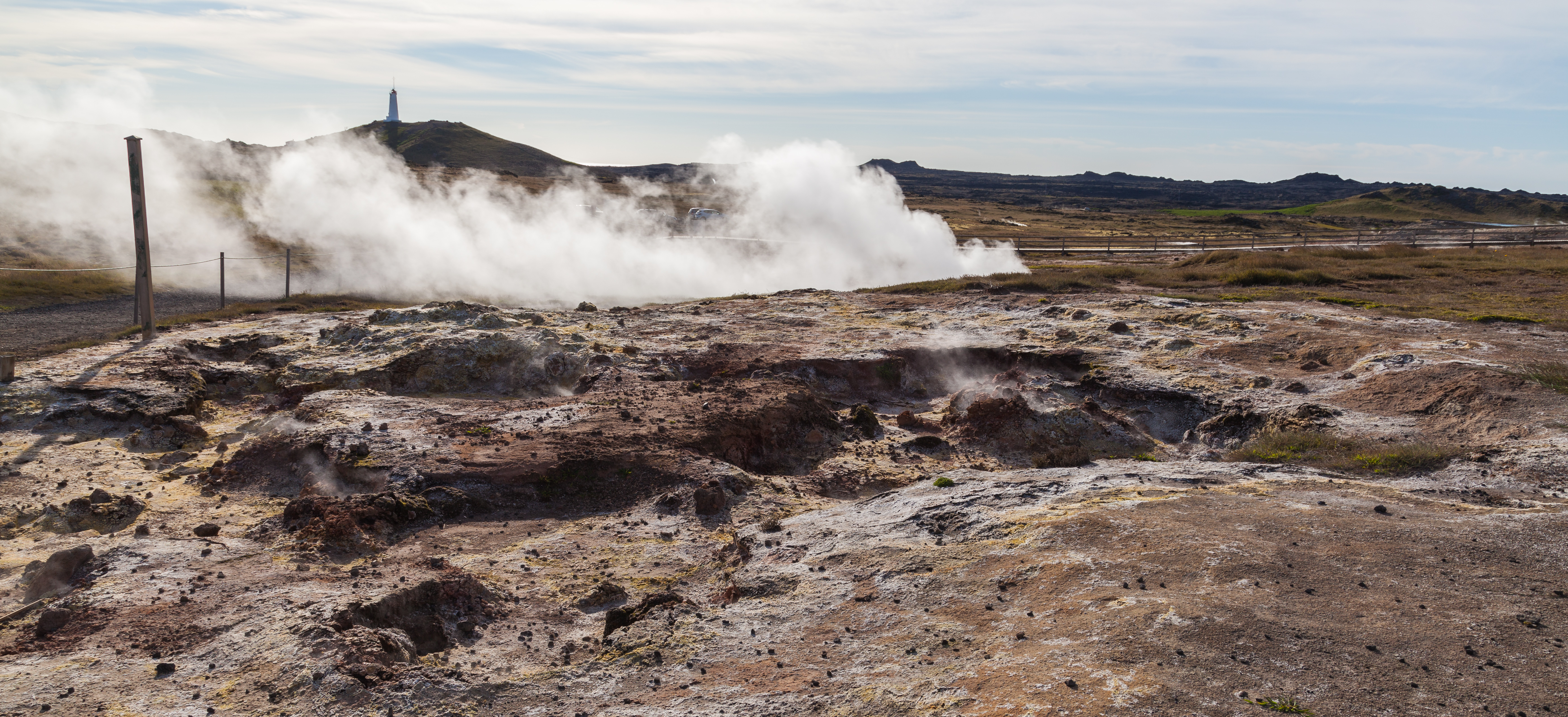
Volcán Gunnuhver
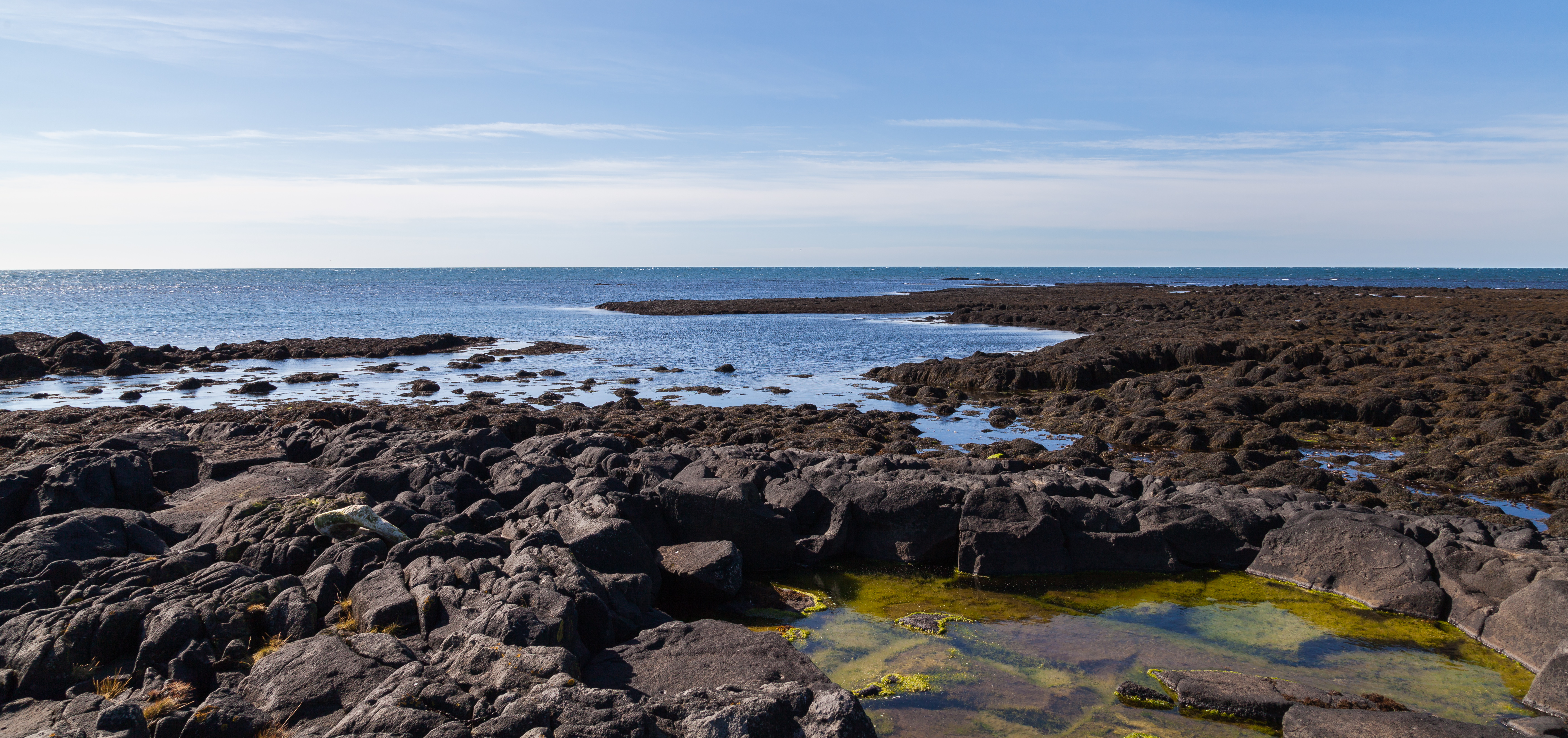
Stafnes
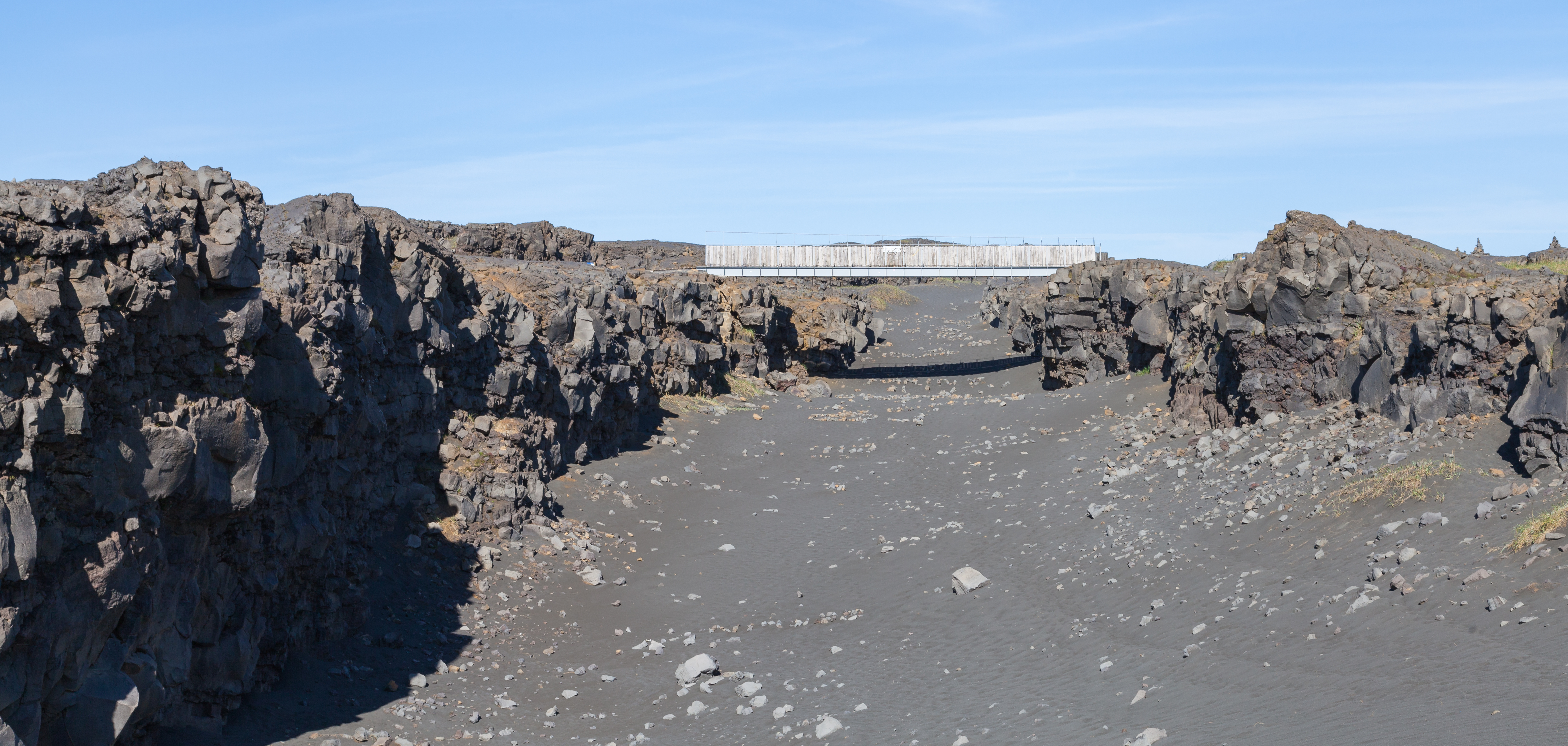
Placas tectónicas de Eurasia y Norteamérica
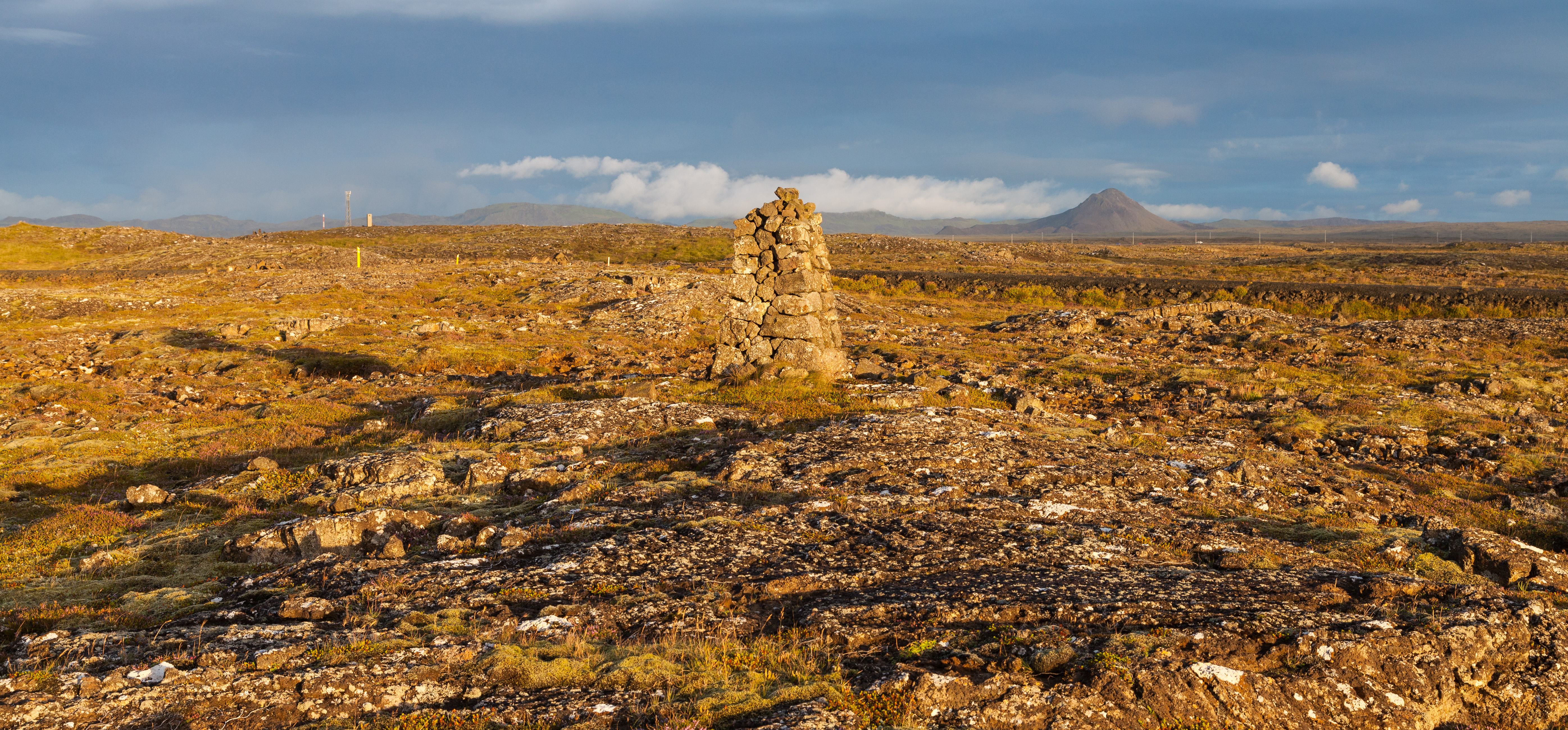
Paisaje de Suðurnes al amanecer
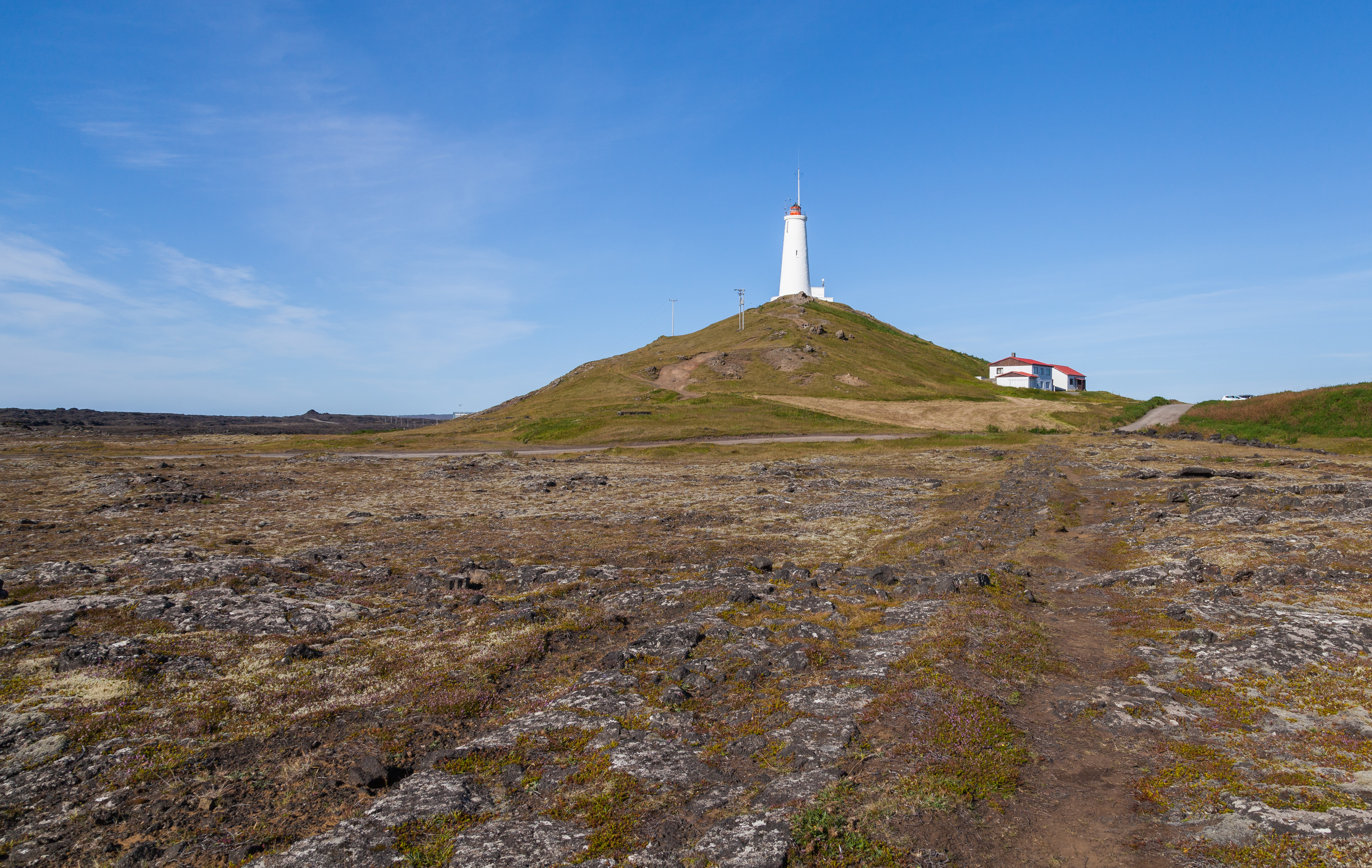
Faro de Valahnúkur